# Flora (Indiana)
Flora è una città degli Stati Uniti d'America, situata nello Stato dell'Indiana e in particolare nella Contea di Carroll.